# Shakshukuk Island
Shakshukuk Island – niezamieszkana wyspa w zatoce Cumberland, w regionie Qikiqtaaluk, na terytorium Nunavut, w Kanadzie.
W pobliżu Shakshukuk Island położone są wyspy: Shakshukowshee Island, Maktaktujanak Island, Kangigutsak Island, Opingivik Island, Aupaluktut Island, Nimigen Island, Utsusivik Island, Nuvujen Island i Kudjak Island.
Najwyższy punkt na wyspie ma wysokość 184 m nad poziomem morza.